# Conférence de Vienne (1er septembre 1917)
Pour les articles homonymes, voir Conférence de Vienne.
La conférence de Vienne du 1er septembre 1917 est une conférence gouvernementale germano-austro-hongroise destinée à  mettre au point les modalités de partage des conquêtes européennes de la quadruplice. 